# Uitgeest
Uitgeest es un municipio neerlandés situado en la provincia de Holanda Septentrional.
En 2016 tiene 13 413 habitantes.
En su término municipal se incluyen las localidades o barrios de Assum, Busch en Dam, Groot Dorregeest y Uitgeest.
Se sitúa sobre la carretera A9, a medio camino entre Alkmaar y Haarlem.

## Molinos de Uitgeest

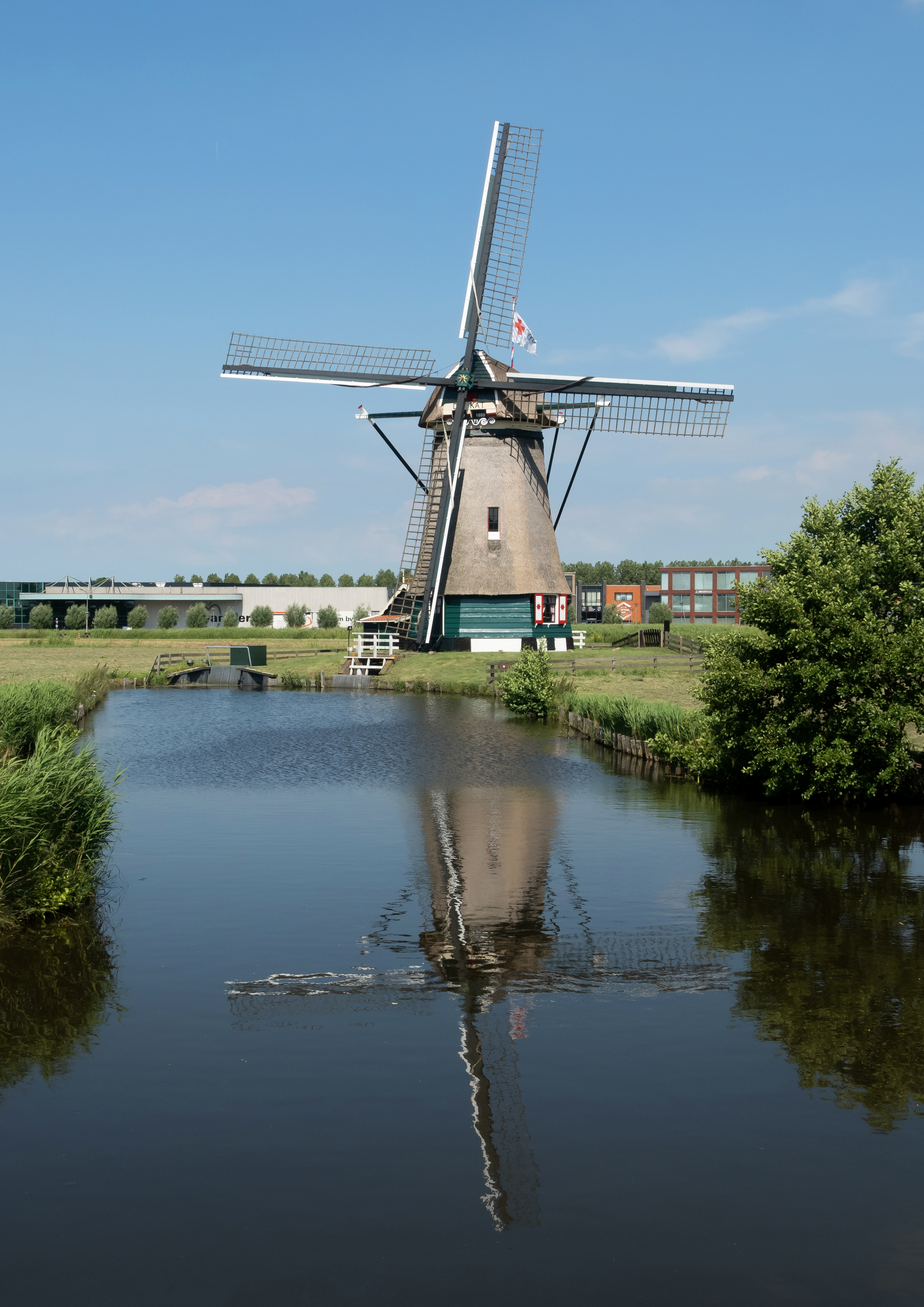
Uitgeest, el molino: windmolen de Kat
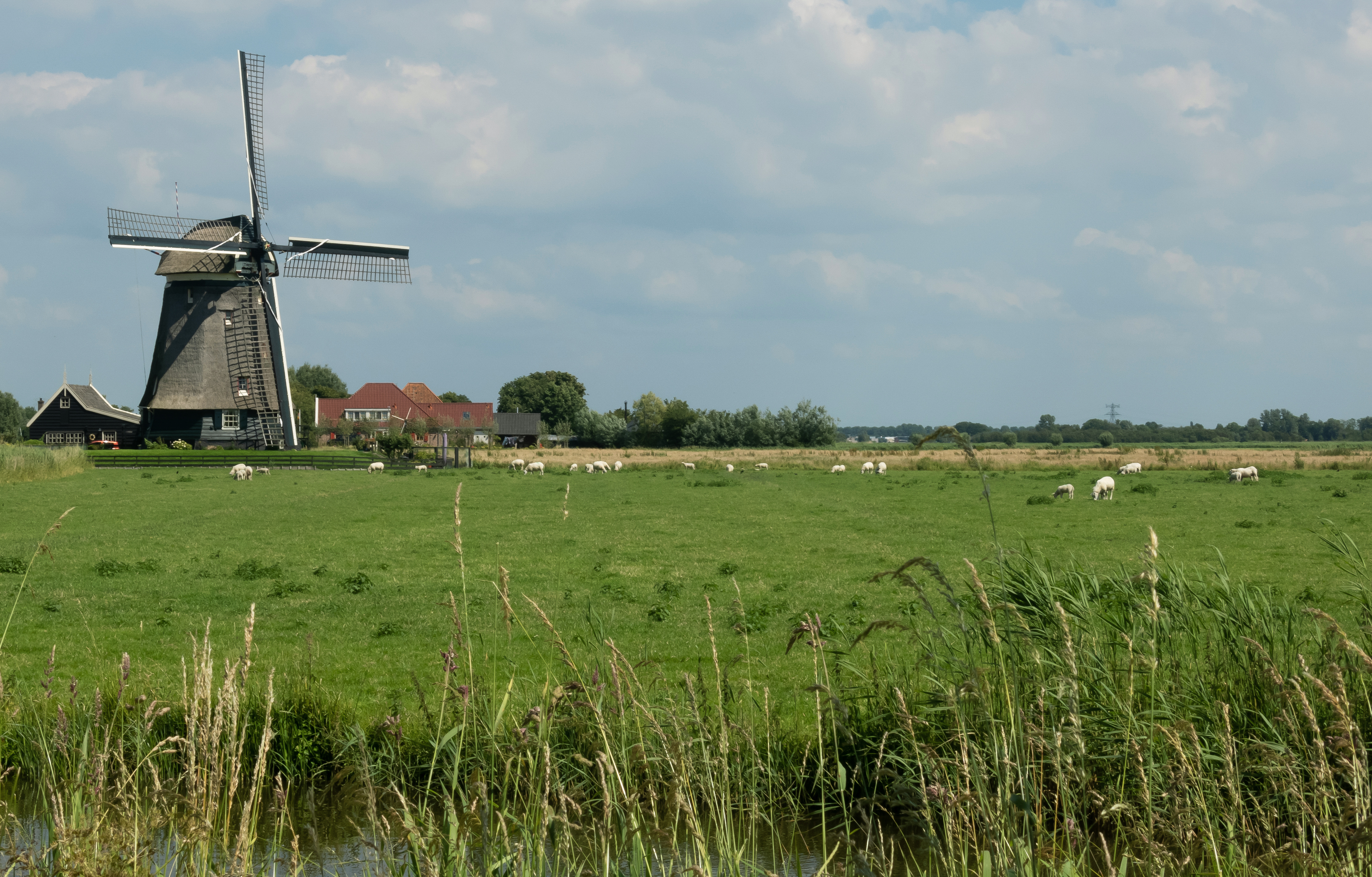
Uitgeest, el molino: de Tweede Broekermolen
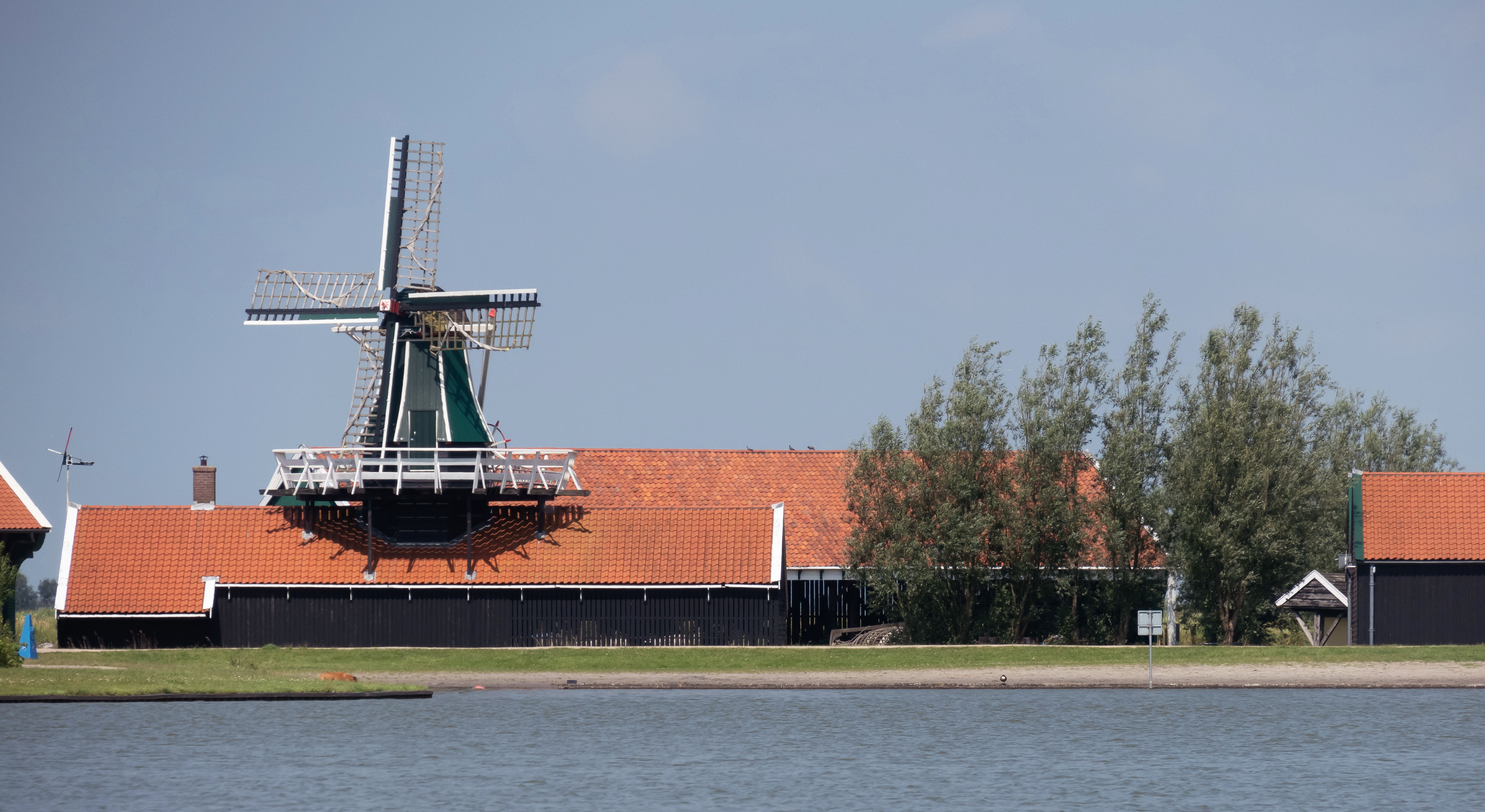
Uitgeest, el molino: houtzaagmolen de Corneliszoon bij het Zwaansmeer
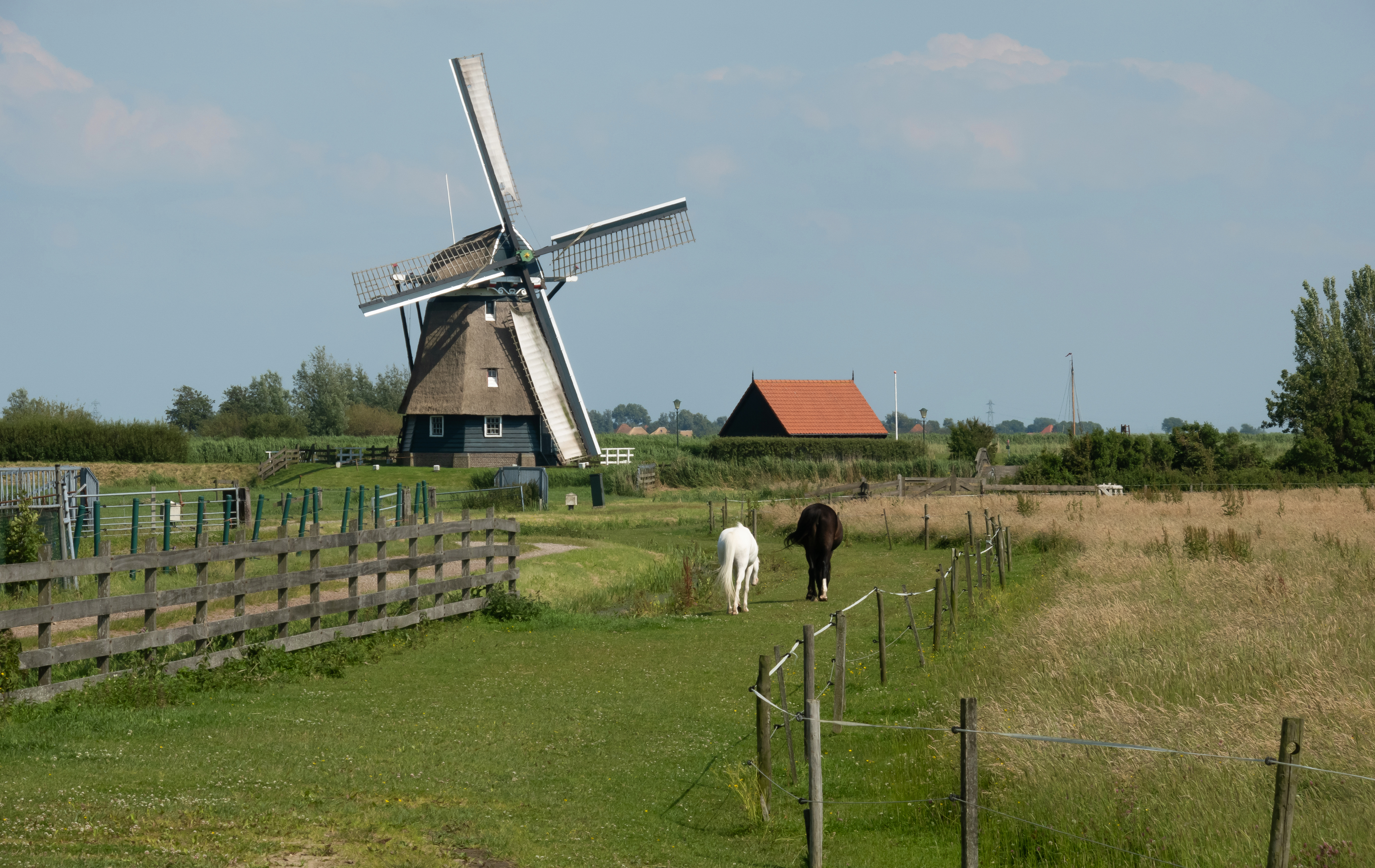
Klein-Dorregeest, el molino: de Dorregeestermolen